# Main-gauche
En escrime, la main-gauche est une dague utilisée dans la main « faible », principalement pour faciliter la parade d’attaques d’estoc, l’autre main tenant généralement une rapière ou une épée de cour. Certaines peuvent aussi, le cas échéant, être utilisées pour l’attaque si l’occasion se présente.

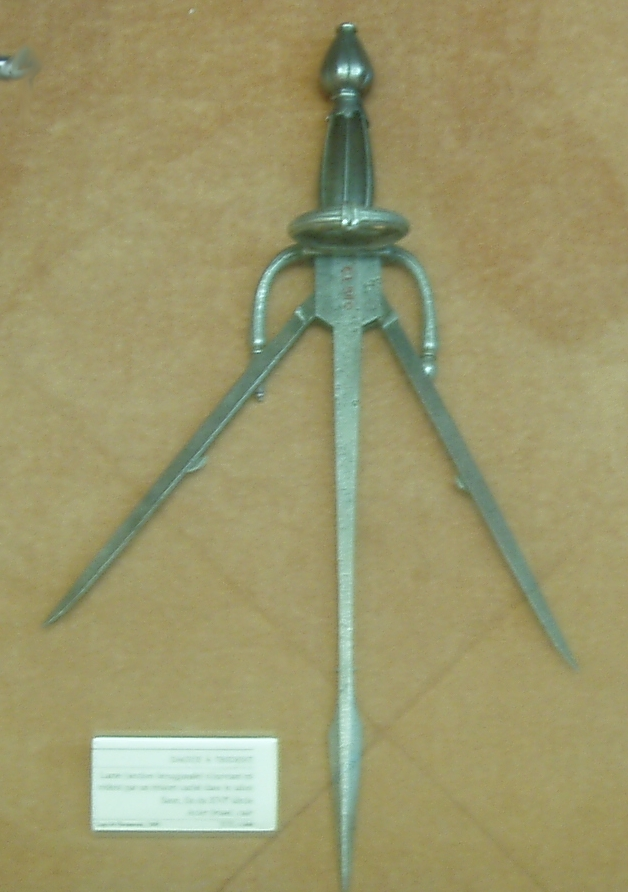
Main gauche trident, seizième siècle, Musée national de la Renaissance.

Un cas particulier de main-gauche est la main-gauche trident. Une main-gauche trident se présente sous l’apparence d'une main-gauche classique, mais sa « lame » (non-tranchante) est en fait composé de trois bandes de métal et gouvernée par un mécanisme à ressort. Lorsque celui-ci est activé, les deux bandes latérales se déploient, offrant ainsi une configuration en V permettant bien mieux de parer une arme (au prix d’une certaine fragilité tant du fait du mécanisme que du moment de force lorsque la lame adverse touche le trident).

## Traités anciens
Dans les traités anciens, tel le Discours des armes et méthode pour bien tirer de l'espée et poignard attribué à François Dancie au XVIIe siècle. on parle de « dague » ou de « poignard » pour désigner la main-gauche.